# Pennisetum sichuanense
Pennisetum sichuanense är en gräsart som beskrevs av Shou Liang Chen och Y.X.Jin. Pennisetum sichuanense ingår i släktet borstgräs, och familjen gräs. Inga underarter finns listade i Catalogue of Life.